# Anisozyga metaspila
Anisozyga metaspila är en fjärilsart som beskrevs av Walker 1861. Anisozyga metaspila ingår i släktet Anisozyga och familjen mätare. Inga underarter finns listade i Catalogue of Life.